# Toivo Pekkanen
Toivo Rikhard Pekkanen (* 10. September 1902 in Kotka; † 30. Mai 1957 in Kopenhagen) war ein finnischer Schriftsteller.

## Leben
Pekkanen stammt aus einfachen Verhältnissen (sein Vater war Steinklopfer) und verdiente sich seinen Lebensunterhalt als Fabrikarbeiter und Schmied. Als Autodidakt brachte er sich neben seiner Arbeit alle notwendigen Grundlagen des „Schreibens“ bei und konnte sich ungefähr ab 1930 als freier Schriftsteller niederlassen.
Bereits ab 1928 stand er der Gruppe Tulenkantajat nahe. Dort fand er erste Anerkennung für sein literarisches Schaffen gerade durch Olavi Paavolainen. In den Jahren 1932 bis 1938 unternahm Pekkanen mehrere Studienreisen nach Berlin, London, Paris und Stockholm. Mit seinem Roman Tehtaan varjossa thematisierte Pekkanen zum ersten Mal in der finnischen Literatur das Leben und Wirken von Industriearbeitern.
1955 wurde Pekkanen mit der finnischen Auszeichnung Akademiker geehrt.
Im Alter von 54 Jahren starb Toivo Pekkanen am 30. Mai 1957 in Kopenhagen.
Dem Realismus verpflichtet thematisiert Pekkanen in seinem gesamten literarischen Werk das Leben und Schicksal des Arbeiters, ohne in politische Agitation abzugleiten.

## Kritik
„In Pekkanens Werk offanbart sich der Kulturwille der nordischen Arbeiterschaft“, schreibt Hans Marquardt in „Menschen im Frühling“ (Leipzig 1974; S. 595). „Meisterlich ist Pekkanen die Verflechtung des individuellen Schicksals mit der gesellschaftlichen Problematik in der (…) Liebesgeschichte Ihmisten kevät (Menschen im Frühling; ins Deutsche übersetzt von Charlotte und Friedrich Ege) gelungen. Das Werk ist eine Perle der finnischen Novellistik“; sie erschien erstmals 1935 im Verlag Werner Södertröm, Porvoo und Helsinki (Finnland).
Der finnische Literaturhistoriker W. Tarkiainen meint, Pekkanens Schilderungen zeigten „nichts romantisch-krankhaft Erregtes oder expressionistisch Konstruiertes. Sie sprechen mit gedämpftem Tonfall von harten Lebenserfahrungen, die indessen in ein positives Ergebnis ausmünden. Seine Darstellung des modernen Arbeiterlebens blieb nicht an den äußeren Umständen (…) haften, sondern sie sucht den Menschen und das individuelle Schicksal.“ (zitiert nach Marquardt; s. o.).

## Werke
- 1927 Rautaiset kädet – Die eisernen Hände
- 1929 Satama ja meri – Hafen und Meer
- 1931 Kuolemattomat – Die Unsterblichen
- 1932 Tehtaan varjossa – Im Schatten der Fabrik
- 1933 Sisarukset – Die Geschwister
- 1935 Ihmisten kevät – Menschen im Frühling
- 1939 Musta hurmio – Schwarzer Rausch
- 1953 Lapsuuteni – Meine Kindheit
- 1955 Aufbruch zur Reise, Gedichte